# Rubeus Hagrid
Rubeus Hagrid és l'extravagant guardabosc de Hogwarts, escola de màgia en la qual es desenvolupa la major part dels llibres de Harry Potter.
Va ser expulsat del col·legi l'any que es va alliberar al basilisc, 50 anys abans del temps en què transcorria el segon llibre, Harry Potter i la cambra secreta. No obstant això, segueix guardant la seva vareta dins d'un paraigua rosa. Va ser l'encarregat de dur en Harry a la casa dels Dursley, quan aquest era tan sols era un nadó, per ordre d'en Dumbledore, també va ser ell mateix qui hagué d'anar a buscar-lo a la casa dels seus oncles per a començar les classes de màgia a Howarts, i demostra ser immediatament un gran amic per a Harry Potter.
En el tercer any d'en Harry a Hogwarts, en Hagrid aconsegueix un lloc de professor per fer l'assignatura Criança de criatures màgiques, en la qual ensenya als seus alumnes a familiaritzar-se amb criatures com els hipogrifs, un ésser que és mig cavall mig ocell. Per l'ús d'aquest tipus de criatures s'ha enfrontat a un judici i a diversos problemes amb la resta del professorat.
En el quart llibre de Harry Potter es revela un secret que Hagrid havia mantingut ocult, "ser un semi-gegant", (de mare gegant, que el va abandonar quan era petit; i el seu pare era un mag, que mai el va abandonar i es va cuidar d'ell) la qual cosa, tenir en part sang de gegant, no està ben vist, ja que aquests eren éssers despietats de molt mala fama, degut al fet que aquests es van unir a Lord Voldemort en els millors temps d'aquest.
En el cinquè llibre de Harry Potter és manat a una missió per ordre d'en Dumbledore, juntament amb Madame Olympe Maxime, per a persuadir als gegants perquè unissin forces amb en Dumbledore, però no són els únics en aquest lloc, ja que s'hi trobaven dos cavallers de la mort, i després que fossin descoberts pels cavallers de la mort van començar una batalla on van poder escapar-se'n. En l'estança amb els gegants, en Hagrid coneix al seu mig-germà, un gegant anomenat Grep, i quan torna a Hogwarts, en Hagrid el manté amagat al Bosc Prohibit. Després de sospitar que l'expulsaren els explica a en Harry, en Ron i l'Hermione l'existència d'en Grep. Més tard és acusat per ajudar a l'Albus Dumbledore, per la qual cosa és atacat per la Dolors Umbridge amb un grup d'aurors, no obstant això, en Hagrid aconsegueix escapar i refugiar-se en una cova prop de Hogsmeade on es va amagar en Sírius Black en el quart llibre i al final del llibre retorna a Hogwarts.
Manté una relació romàntica amb Madame Olympe Maxime, directora de l'escola Beauxbatons.

## El personatge a les pel·lícules
El personatge de Hagrid és interpretat en les pel·lícules per Robbie Coltrane, que gràcies a la seva elevada alçària va aconseguir el paper. Robbie va néixer el 30 de març de 1950, a Rutherglen (Escòcia).

## Família

### Grep
Grep (Grawp, en anglès) és el gegant germanastre d'en Hagrid als llibres de Harry Potter. A la pel·lícula Harry Potter i l'orde del Fènix en Grep és generat completament per ordinador, utilitzant un nou procés de captura d'Image Metrics. L'Andrew Whitehead va estar-se 18 mesos treballant en el desenvolupament del gegant per a la pel·lícula. La veu d'en Grep en aquesta pel·lícula és feta per Tony Maudsley.
Primer apareix a Harry Potter i l'orde del Fènix, i en Hagrid el trasllada de la muntanya on vivia cap al bosc prohibit de Hogwarts. En Grep i en Hagrid van néixer de la mateixa mare, la Fridwulfa; el pare d'en Hagrid era un bruixot, mentre que el d'en Grep era un gegant. En Grep fa uns 5 metres d'altura, i en Hagrid diu que és petit per ser un gegant.
Quan va aparèixer per primera vegada al cinquè llibre, en Hagrid, que tenia en Grep al bosc prohibit, se'n cuidava. No obstant això, després que en Hagrid deixés Hogwarts per continuar la seva feina per l'orde del Fènix, va deixar en Grap en mans d'en Harry, en Ron i l'Hermione. Anomenava a l'Hermione "Hermy" i a en Hagrid "Hagger" i els va salvar dels centaures quan van endur-se la Dolors Umbridge al bosc.
A Harry Potter i el misteri del Príncep, en Grep va a viure a les muntanyes, on aparentment està millor. Assisteix al funeral d'en Dumbledore amb en Hagrid, més civilitzat i calmat que en l'anterior llibre, i vestit formalment.
A Harry Potter i les relíquies de la Mort, és l'únic gegant lluitant a la Batalla de Hogwarts. També celebra la derrota d'en Lord Voldemort.

## Animals d'en Hagrid

### Aragog

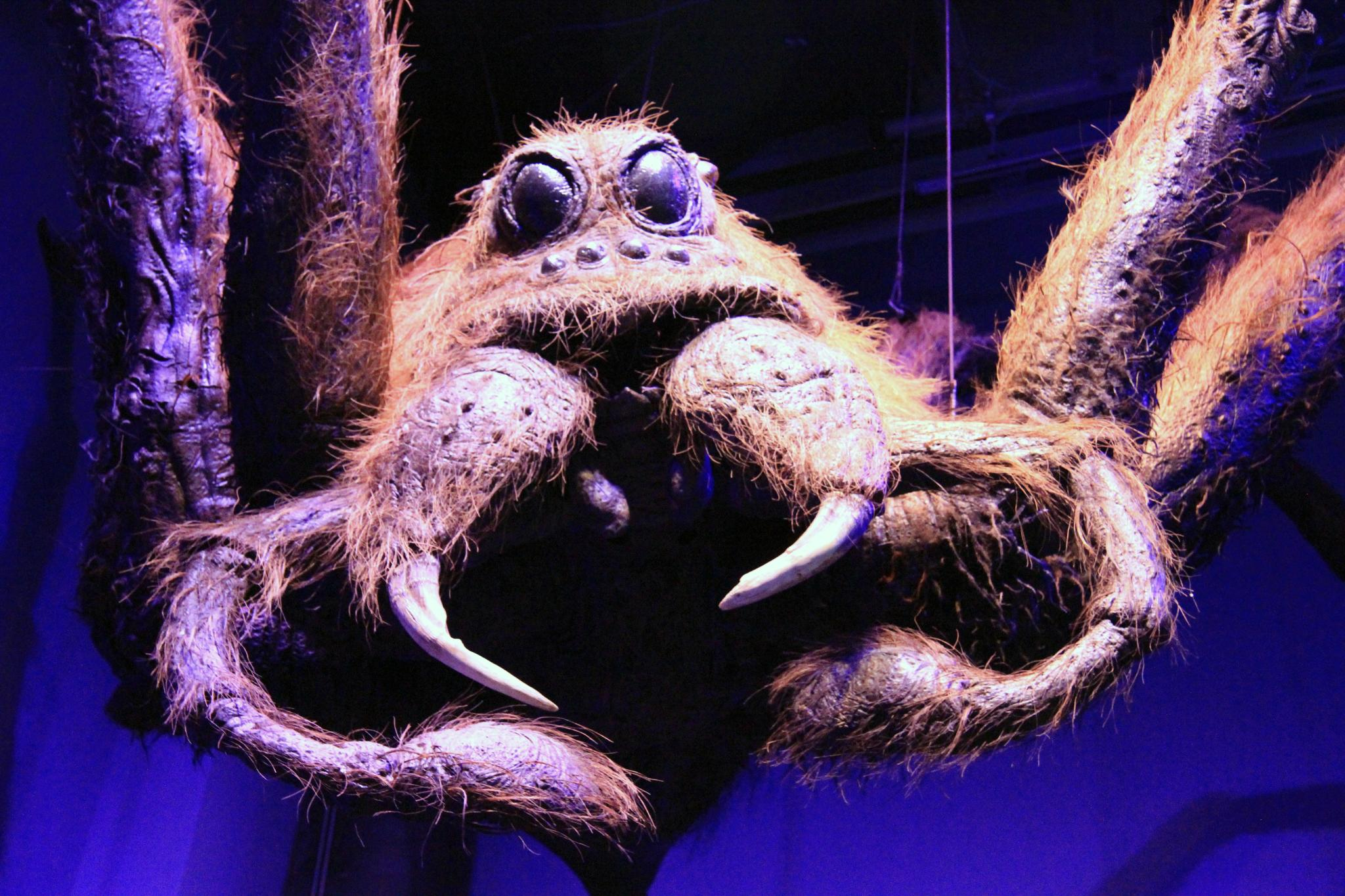

L'Aragog és un personatge fictici de la sèrie de llibres i pel·lícules Harry Potter, de l'escriptora britànica J. K. Rowling.
Apareix a Harry Potter i la cambra secreta. És una aranya geganta que era la mascota d'en Rubeus Hagrid. En Tod Rodlel li va dir a en Hagrid que l'aranya era el monstre que es trobava a la Cambra Secreta (la qual cosa era falsa, ja que el monstre era el Basilisc). En Tod volia matar a l'Aragog i en Hagrid la va defensar. 50 anys més tard, en Harry i en Ron troben a l'Aragog buscant informació sobre la Cambra Secreta. En Harry no troba una petita aranya com l'era fa 50 anys, sinó una aranya gegantesca envoltada de moltes aranyes de menor grandària. En el sisè llibre l'Aragog està molt greu, i després d'un llarg temps amb malaltia, mor. En Harry va assistir al funeral significatiu de l'Aragog que en Hagrid va realitzar, i els va acompanyar l'Horaci Llagot.

### Bécbrau
En Bécbrau (Buckbeak en anglès) és un magnífic exemplar d'hipogrif de les sèries de Harry Potter.
Apareix per primera vegada a Harry Potter i el pres d'Azkaban. Està sota la cura d'en Hagrid i l'ensenya a les seves classes de Criança de criatures màgiques. Per a apropar-se a en Bécbrau, en Hagrid ensenya als seus alumnes que han de mirar-lo fixament als ulls i fer-li una reverència. Si l'animal els retorna la reverència llavors ja el poden acaronar i fins i tot muntar-hi. Un greu insult d'en Draco Malfoy en aquesta classe provoca que en Bécbrau el fereixi lleument i que l'animal sigui condemnat injustament a mort per agressivitat. Per sort, en Harry Potter i l'Hermione Granger aconsegueixen alliberar-lo abans que li executin. Després d'això, el donen a en Sirius Black perquè fugin junts. Des d'aquest moment, en Bécbrau està sota la cura d'en Sirius. Després de la mort d'aquest, per decisió d'en Harry que és el seu hereu, el duen de nou a Hogwarts amb un nou nom.

### Pelut
En Pelut és el gos de tres caps que vigila la Pedra Filosofal a Harry Potter i la pedra filosofal. Després de la destrucció de la pedra, en Dumbledore allibera en Pelut al Bosc Prohibit.

### Ullal
L'Ullal (Fang, en anglès) és la mascota i el company d'en Hagrid. És un enorme gos danès amb un lladruc estruendós. Els gossos danesos tenen la reputació de ser cuidadosos, fins i tot amb nens petits, quan fins i tot eren usats per a caçar fers animals com cérvols.
L'Ullal, a simple vista sembla una aterridora bèstia, però, a causa de la seva criança, és en veritat un covard. A ell sembla agradar-li particularment en Ron, fins i tot, li va llepar les orelles la primera vegada que es van conèixer. L'Ullal viu en la cabanya d'en Hagrid amb aquest. La cistella de l'Ullal és en un dels cantons de la cabanya d'en Hagrid.
L'Ullal acompanya a en Harry, l'Hermione, i en Malfoy al Bosc Prohibit per a complir el seu càstig. El gos no és en realitat de molta ajuda quan sempre està fugint de tot. L'Ullal va demostrar ser una mica més valent només en una ocasió, quan en Lucius Malfoy va visitar la cabanya d'en Hagrid. Llavors l'Ullal lladrava amenaçadorament.
Quan en Hagrid estava tancat a Azkaban, en Ron i en Harry van cuidar de l'Ullal almenys una vegada.

### Norbert / Norberta

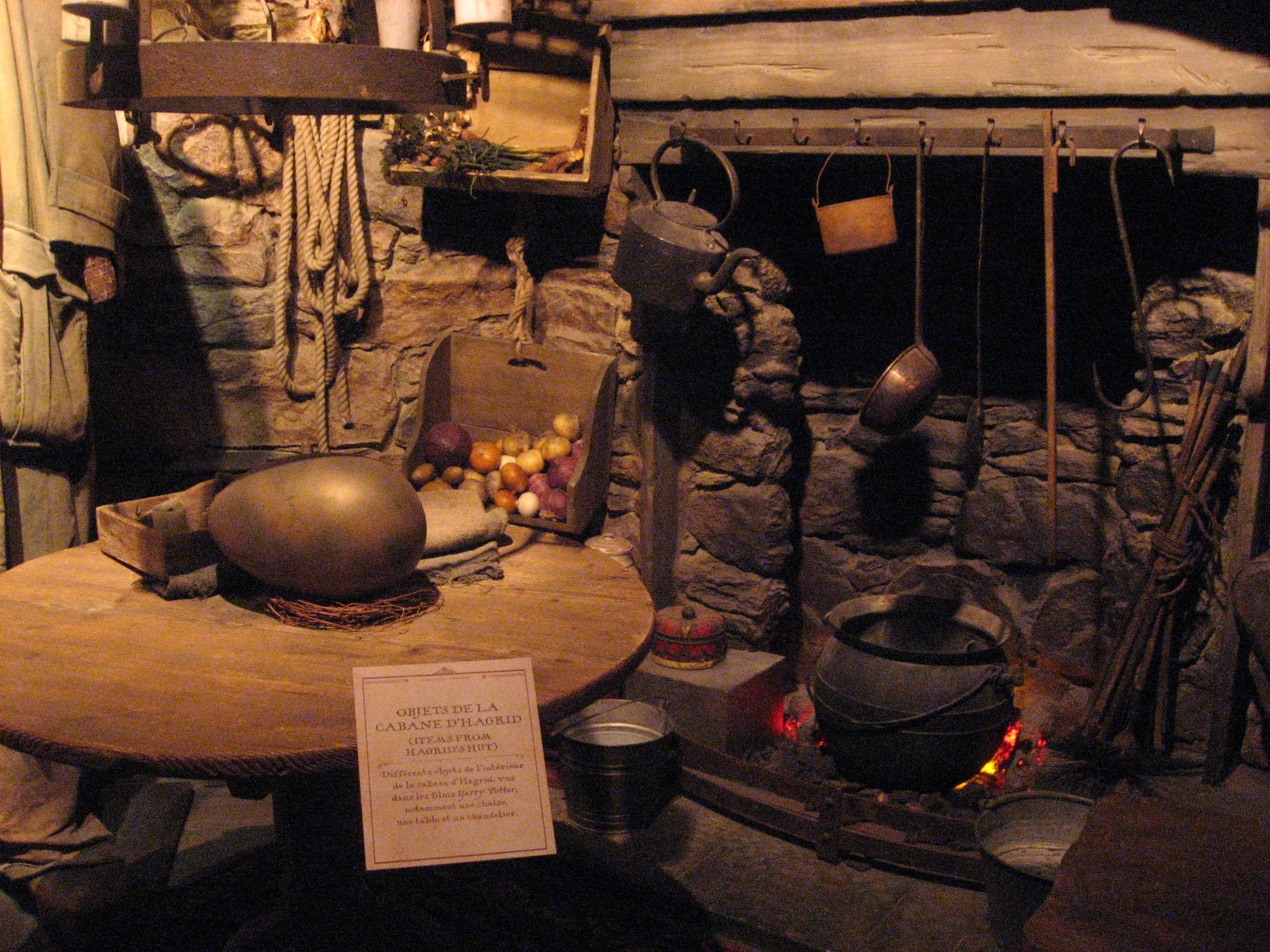

En Norbert (posteriorment rebatejada amb el nom de Norberta) era un drac crestat noruec. Quan era un ou en Quirrell l'hi va donar a en Hagrid que pensava que l'havia guanyat en una partida de cartes quan en realitat en Quirrell només volia saber com passar en Fluffy. En Hagrid sempre havia desitjat tenir un drac, encara que està prohibit, amb el que es va preparar buscant informació a la biblioteca del col·legi per fer que el drac naixés. Quan en Harry, en Ron i l'Hermione es van assabentar es van preocupar molt, ja que per tenir el drac podien expulsar en Hagrid de Hogwarts. Per això ells van estar presents quan va néixer en Norbert al costat d'en Hagrid. Només sortir de l'ou, en Norbert tenia les ales petites i punxagudes, el morro llarg amb amples fosses nasales, les banyes ja li sortien i tenia els ulls ataronjats i sortits. Quan esternudava tirava espurnes. En Draco Malfoy també va veure néixer a en Norbert. Això i que després d'una setmana hagués triplicat la seva grandària va fer palpable la necessitat de treure el drac del col·legi. A en Harry se li va ocórrer manar una carta a en Charlie per veure si el volia. Mentre esperaven al fet que respongués els amics passaven les seves estones lliures a la cabanya que estava plena d'ampolles de Brandy i plomes de gallina a causa del menjar del drac. El dia que van rebre la resposta afirmativa d'en Charlie, en Norbert va mossegar en Ron. Aquest va haver d'anar a la infermeria a la tarda següent perquè el lloc de la mossegada se li havia tornat verd. En Ron creu que en Norbert té verí als ullals. En Draco per casualitat es va assabentar de l'hora i el lloc on s'anava a donar en Norbert a uns amics d'en Charlie que el durien a Romania i va intentar que enxampessin en Harry amb en Norbert. Actualment en Norbert es troba a Romania. El 1997, el trio descobreix que en Norbert és en realitat femella i ha estat rebatejat amb el nom de Norberta. És molt feroç.